# DPK-PUK-Konflikt
Der DPK-PUK-Konflikt (Kurdisch: Birakujî = Brudermord) war ein militärischer Konflikt zwischen den rivalisierenden kurdischen Organisationen Demokratische Partei Kurdistans (DPK) und Patriotische Union Kurdistans (PUK) in der autonomen Region Kurdistan Mitte der 1990er Jahre. Im Laufe der Kämpfe wurden kurdische Organisationen aus dem Iran und der Türkei wie auch iranische, irakische und türkische Truppen in den Konflikt verwickelt.

## Hintergrund
Nach einem Abkommen zwischen der irakischen Regierung und Führern der irakischen Kurden wurde im März 1970 im kurdischen Teil des Irak unter dem Namen Kurdische autonome Region eine Autonomiezone eingerichtet. Das autonome Parlament wurde in Erbil eingerichtet und war theoretisch die Autorität über die Provinzen Erbil, Dahuk und as-Sulaimaniya. Trotz der Autonomie kam es immer wieder zu Kämpfen zwischen Kurden und der Regierung in Bagdad, bis nach dem Ende des Zweiten Golfkrieges 1991 durch die Resolution 688 des UN-Sicherheitsrates unter dem Namen Safe Haven eine Flugverbotszone eingerichtet wurde. Da die Zone nur einen Teil des kurdischen Gebietes abdeckte, kam es in Sulaimaniya und Kirkuk weiterhin zu Zusammenstößen. Nach einiger Zeit ergab sich ein unsicheres Gleichgewicht, worauf die irakische Regierung im Oktober 1991 ihr militärisches und ziviles Personal abzog. Damit erlangte die Region de facto eine Unabhängigkeit und wurde von den zwei kurdischen Parteien DPK und PUK beherrscht. Schon bald führten die kurdischen Machthaber eine eigene Fahne und Nationalhymne (Ey Reqîb) ein. Am 19. Mai 1992 wurden Wahlen zum kurdischen Parlament abgehalten. Die Sitze wurden gleichmäßig zwischen DPK und PUK aufgeteilt.
Bagdad hatte über die Region ein wirtschaftliches Embargo verhängt und verringerte die Einfuhr von Öl und Nahrungsmitteln. Die kurdische Wirtschaft litt schwer unter diesem Embargo, da auch der Irak noch unter einem Embargo der UN stand, sodass die Kurden keinen Handel mit Nachbarländern treiben konnten. Wegen dieses doppelten Embargos lief der gesamte Handel der Region nur über den Schwarzmarkt. Die beiden Parteien kämpften miteinander um die Kontrolle der Schmuggelwege.

## Beginn der Kämpfe (1994)
Im Mai 1994 brachen offene Kämpfe zwischen den beiden Parteien aus, bei denen 300 Menschen starben. Während des nächsten Jahres wurden auf beiden Seiten 2000 Menschen getötet. Laut CIA-Agent Robert Baer unterstützte die Iranische Revolutionsgarde die DPK und erlaubte ihr Angriffe von iranischem Territorium aus.

## Erneute Kämpfe (1996)
Obwohl das kurdische Parlament im Mai 1995 seine Versammlungen einstellte, hielt der fragile Waffenstillstand zwischen der PUK und DPK bis zum Sommer 1996. Talabani schloss ein Bündnis mit dem Iran und unterstützte diesen am 28. Juli bei einem Angriff auf irakischem Boden gegen die Demokratische Partei Kurdistan-Iran.
Konfrontiert mit dem Iran und der PUK bat Masud Barzani Saddam Hussein um Unterstützung. Dieser sah die Gelegenheit, den Nordirak zurückzuerobern, und stimmte zu. Am 31. August griffen DPK-Kämpfer und 30.000 irakische Soldaten, die von einer Panzer-Division der Republikanischen Garde angeführt wurden, die Stadt Erbil an, die von 3.000 PUK-Kämpfern unter Korsat Rasul Ali gehalten wurde. Nach Einnahme der Stadt wurden 700 PUK-Kämpfer und Mitglieder des Irakischen Nationalkongresses außerhalb der Stadt exekutiert.
Dieser Angriff bestärkte US-amerikanische Befürchtungen, dass Saddam Hussein eine Völkermord-Kampagne gegen die Kurden starten würde, ähnlich der Anfal-Operation von 1988 und den Kampagnen von 1991. Dieser Schritt Saddam Husseins war auch eine klare Verletzung der UN-Sicherheitsrat-Resolution 688 gegen die Unterdrückung der ethnischen Minderheiten im Irak. Als Reaktion darauf begannen die amerikanischen Streitkräfte am 3. September in der Region mit Operation Desert Strike, US-amerikanische Schiffe und Boeing B-52-Bomber beschossen mit 27 Marschflugkörpern irakische Luftverteidigungsstellungen im Südirak. Am nächsten Tag wurden 17 weitere Marschflugkörper vom amerikanischen Schiffen gegen irakische Luftverteidigungsstellungen gestartet. Die USA versetzen Kampfflugzeuge und einen Flugzeugträger in den Persischen Golf, die südliche Flugverbotszone wurde nach Norden bis zum 33. nördlichen Breitengrad erweitert.
Nach der Machtübernahme der DPK in Erbil zogen sich die irakischen Truppen aus der kurdischen Region auf ihre ursprünglichen Positionen zurück. Die DPK vertrieb die PUK aus deren Hochburgen und nahm mit irakischer Hilfe Sulaimaniya ein. Dschalal Talabani und die PUK zogen sich zur iranischen Grenze zurück, und die amerikanischen Truppen evakuierten 700 Mitglieder des irakischen Nationalkongresses und 6.000 pro-westliche Kurden aus dem Nordirak.

## Eingreifen der Türkei (1997)
Die Kämpfe zwischen DPK und PUK dauerten den ganzen Winter 1996/7. Erschwerend kam hinzu, dass sich die anti-türkische Arbeiterpartei Kurdistans (PKK) in den Nordirak zurückgezogen hatte. Verbündet mit der PUK, begann die PKK ethnische Assyrer und DPK-Unterstützer anzugreifen. Als Reaktion darauf versuchten die türkischen Streitkräfte im Mai 1997 mit der Operation Hammer (tr.: Çekiç Harekâtı), die PKK im Nordirak zu vernichten. Obwohl Operation Hammer der PKK schwere Verluste zufügte, operierte diese weiterhin im Nordirak.
Am 25. September betraten türkischen Truppen erneut den Nordirak (tr.: Şafak Harekâtı; Operation Morgenröte). Diesmal waren sie mit der DPK verbündet und griffen Stellungen der PUK und der PKK an, um einen Waffenstillstand zwischen PUK und DPK zu erzwingen. Die Operation führte wieder zu schweren Verlusten der PKK, und es wurde ein Waffenstillstand zwischen der PUK und DPK ausgehandelt.
Trotz der Waffenruhe flammten entlang der Waffenstillstandslinie zwischen der DPK und PUK im Oktober und November neue Kämpfe auf. Dabei wurden 1.200 Kämpfer auf beiden Seiten getötet und 10.000 Zivilisten mussten aus ihren Häusern fliehen. Ein dauerhafter Waffenstillstand wurde schließlich am 24. November beschlossen.

## Auswirkungen

Aufteilung Kurdistans nach dem Krieg

Am 17. September 1998 unterzeichneten Masud Barzani und Dschalal Talabani in Washington das durch die USA vermittelte Friedensabkommen. Kernpunkte des Abkommens sind die Einstellung der Kämpfe, die Bildung einer gemeinsamen Regierung, die Vorbereitungen von Wahlen im Jahr 1999 und der Rückzug der PKK hinter die Grenze zur Türkei. Die USA verpflichtete sich, die Kurden mit militärischen Mitteln gegen Saddam Hussein zu schützen. Zur selben Zeit stiegen durch das Öl-für-Lebensmittel-Programm der UNO die Einkünfte und der Lebensstandard in der Region. Irakisch-Kurdistan wurde zu einer relativ friedlichen Region, bis 2001 die kurdisch-islamistische Gruppierung Ansar al-Islam auftauchte und es so zu neuen Kämpfen kam.
Rund einen Monat später erließ US-Präsident Bill Clinton den Iraq Liberation Act, der oppositionellen irakischen Gruppen militärische Hilfe zusagte.
Die DPK schätzt, dass zwischen Oktober 1996 und Oktober 1997 58.000 ihrer Anhänger aus den Gebieten der PUK vertrieben worden sind. Die PUK spricht von 49.000 Vertriebenen PUK-Anhänger in dem Zeitraum von August 1996 bis Dezember 1997. Trotz des Abkommens war das Kurdengebiet faktisch in zwei Teile geteilt. Es existierten in Erbil (DPK) und Suleimaniya (PUK) zwei Verwaltungen. Neuwahlen wurden erst 2005 abgehalten.
Später unterstützten die DPK und die PUK die USA und ihre Verbündeten beim Irakkrieg 2003, indem sie die irakischen Truppen aus dem Norden vertrieben und Städte wie Mosul und Kirkuk einnahmen. Nach der US-Invasion wurde Masud Barzani zum Präsidenten der kurdischen Region und Dschalal Talabani zum irakischen Präsidenten gewählt.